# Alessandro d'Angennes

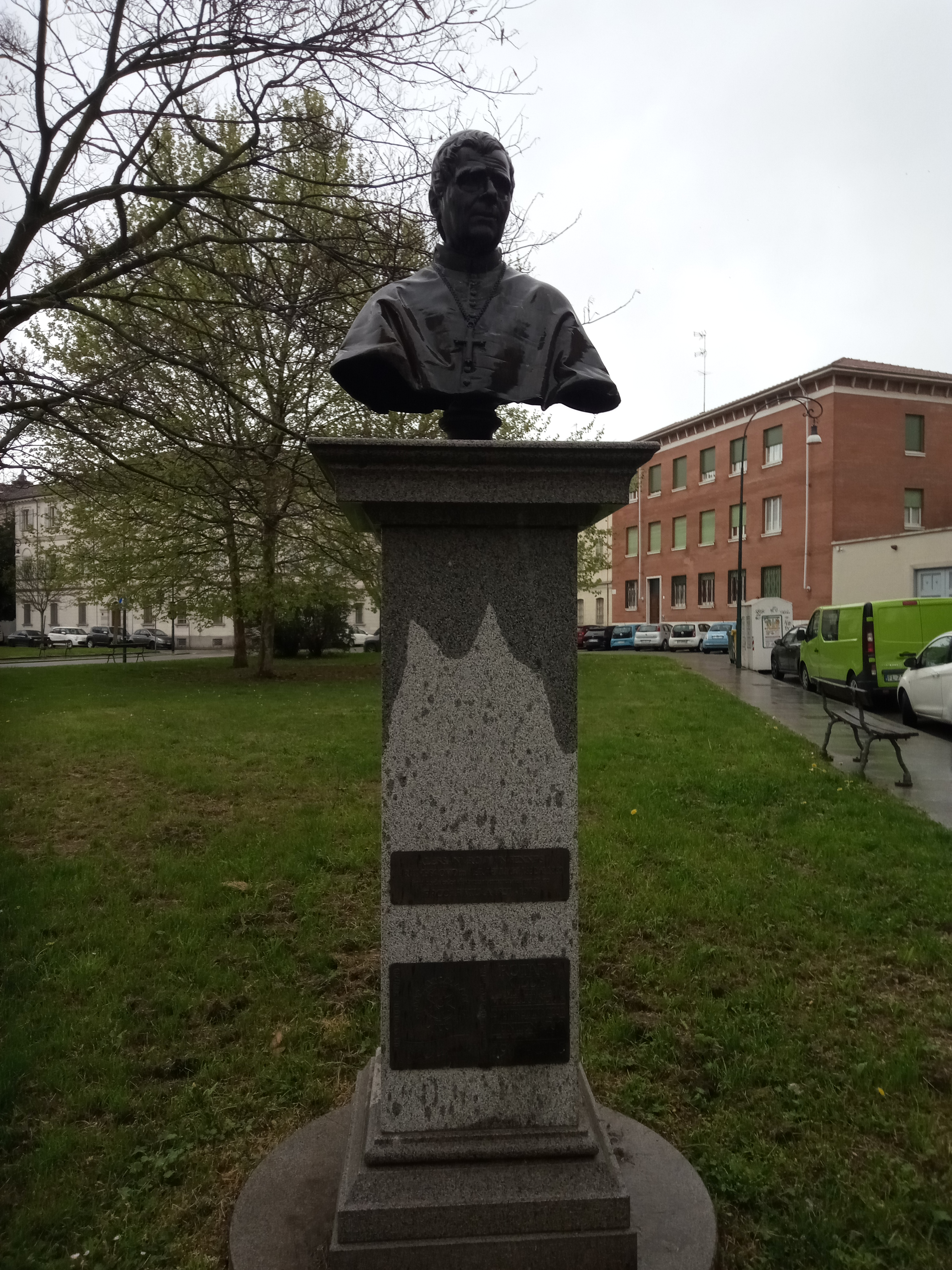
Monumento a Alessandro d'Angennes nella piazza a lui dedicata a Vercelli - bronzo da calco di statua mormorea di Ercole Villa

Alessandro Vincenzo Luigi d'Angennes (Torino, 29 giugno 1781 – Vercelli, 8 maggio 1869) è stato un arcivescovo cattolico e politico italiano.

## Biografia
Figlio del nobile sabaudo Carlo Luigi d'Angennes e della nobildonna Eleonora Chabod de Saint Maurice, Alessandro intraprese la carriera ecclesiastica nell'arcidiocesi di Torino, ove si laureò in teologia.
Ordinato sacerdote il 17 marzo 1804 divenne cappellano all'ospedale dei soldati francesi presso la chiesa di Santa Croce di Torino, avvantaggiato dalla sua conoscenza della lingua francese. Il 21 aprile 1808 divenne canonico onorario del duomo di Torino e dal 6 febbraio 1813 fu prevosto a Vigone.
Nominato vescovo di Alessandria il 16 marzo 1818, dopo dieci anni di servizio in questa diocesi ottenne il titolo onorifico di assistente al soglio pontificio (14 aprile 1828) per poi ottenere la nomina ad arcivescovo di Vercelli il 24 febbraio 1832. In campo sociale fu presidente capo dell'Accademia di scienze ed arti detta degli immobili di Alessandria dal 1827.
Vescovo di tendenza liberale, che tenne un sinodo diocesano nel 1842 e nel 1852 promosse la nascita di una società operaia di ispirazione cattolica.
Dal 1848 divenne senatore del Regno di Sardegna, ottenendo il titolo nobiliare di marchese. Si oppose in Senato alle leggi Siccardi, era invece favorevole alle trattative con la Santa Sede per un concordato che dopo lo Statuto albertino potesse riconfermare ai sovrani sabaudi i privilegi già concessi, e si oppose ancora nel 1852 al disegno di legge sull'istituzione del matrimonio civile.
Morì nella sua arcidiocesi di Vercelli nel 1869.

## Genealogia episcopale
La genealogia episcopale è:
- Cardinale Scipione Rebiba
- Cardinale Giulio Antonio Santori
- Cardinale Girolamo Bernerio, O.P.
- Arcivescovo Galeazzo Sanvitale
- Cardinale Ludovico Ludovisi
- Cardinale Luigi Caetani
- Cardinale Ulderico Carpegna
- Cardinale Paluzzo Paluzzi Altieri degli Albertoni
- Papa Benedetto XIII
- Papa Benedetto XIV
- Papa Clemente XIII
- Cardinale Giovanni Carlo Boschi
- Cardinale Bartolomeo Pacca
- Arcivescovo Alessandro d'Angennes